# Clarisse Ramakers
 (avril 2022).
 (avril 2022).
Clarisse Ramakers, né à Liège 1977[réf. nécessaire], titulaire d'un master en droit de l'Université de Liège, est la directrice générale d'Agoria Wallonie depuis le 1er mai 2021.

## Projets
Elle traite plusieurs autres dossiers comme la 5G, les futurs accords de branche, le partage d'énergie entre entreprises, le passage des entreprises au 4.0, etc. Cependant, ces dossiers devront être mis sur la table des élus wallons,.